# Hamilton (village, New York)
Pour les articles homonymes, voir Hamilton.
Ne doit pas être confondu avec Hamilton (New York).
Hamilton est un village du comté de Madison, dans l'État de New York, aux États-Unis,. En 2010, il comptait une population de 4 239 habitants.

## Démographie
Lors du recensement de 2010, le village comptait une population de 4 239 habitants. Elle est estimée, en 2019, à 4 092 habitants.